# Ronald Thomas
Ronald Morton "Ron" Thomas (Louisville, Kentucky; 19 de noviembre de 1950-14 de julio de 2018) fue un baloncestista estadounidense que disputó cuatro temporadas en la ABA, y una más en la AABA. Con 1,98 metros de estatura, jugaba en la posición de ala-pívot.

## Trayectoria deportiva

### Universidad
Jugó durante dos temporadas con los Cardinals de la Universidad de Louisville, promediando en su última temporada 15,6 puntos y 13,5 rebotes por partido, siendo elegido en el mejor quinteto de la Missouri Valley Conference tras ser el líder reboteador. Es el jugador que más cerca ha estado de arrebatar el liderazgo en rebotes por partido de Charlie Tyra en 1957.

### Profesional
Fue elegido en la septuagésima posición del Draft de la NBA de 1972 por Seattle SuperSonics y también por los Miami Floridians en el Draft de la ABA, pero la franquicia desapareció, siendo elegido entonces en el puesto 31 del draft de dispersión por los Memphis Pros, quienes desestimaron su contratación. Finalmente fichó como agente libre por los Kentucky Colonels.
Jugó cuatro temporadas con los Colonels, consiguiendo ganar el título de campeón en la 1974-75, tras derrotar en las Finales a los Indiana Pacers. Thomas, actuando como suplente de Dan Issel, promedió ese año 3,6 puntos y 3,8 rebotes por partido. Tras desaparecer el equipo en la integración de la ABA en la NBA, entró en un draft de dispersión, en el que fue elegido por los Houston Rockets, quienes finalmente desestimaron su contratación.

## Estadísticas de su carrera en la ABA

### Temporada regular
| Temporada | Edad | Equipo            | Liga | Pos. | P   | TIT | MIN  | TC  | TCA | %TC  | 3P  | 3PA | %3P  | 2P  | 2PA | %2P  | TL  | TLA | %TL  | R.OF. | R.DEF. | REB | ASIS | ROB | TAP | PER | FP  | PTS |
| 1972-73   | 22   | Kentucky Colonels | ABA  | PF   | 31  |     | 11.9 | 2.0 | 4.3 | .470 | 0.0 | 0.1 | .000 | 2.0 | 4.2 | .477 | 0.7 | 1.3 | .512 | 1.7   | 2.0    | 3.7 | 0.7  |     |     | 0.7 | 2.4 | 4.7 |
| 1973-74   | 23   | Kentucky Colonels | ABA  | PF   | 71  |     | 13.7 | 1.8 | 3.8 | .469 | 0.0 | 0.1 | .143 | 1.8 | 3.7 | .477 | 0.5 | 0.9 | .587 | 1.6   | 2.5    | 4.1 | 0.9  | 0.7 | 0.1 | 1.0 | 2.2 | 4.1 |
| 1974-75   | 24   | Kentucky Colonels | ABA  | PF   | 79  |     | 10.5 | 1.5 | 3.2 | .449 | 0.0 | 0.0 | .333 | 1.4 | 3.2 | .451 | 0.7 | 1.5 | .479 | 1.6   | 2.2    | 3.8 | 0.6  | 0.6 | 0.2 | 0.9 | 1.7 | 3.6 |
| 1975-76   | 25   | Kentucky Colonels | ABA  | PF   | 83  |     | 13.5 | 1.6 | 3.3 | .484 | 0.0 | 0.0 | .500 | 1.6 | 3.3 | .484 | 0.7 | 1.1 | .585 | 1.8   | 2.7    | 4.5 | 0.8  | 0.7 | 0.2 | 0.9 | 2.0 | 3.9 |
| Total     |      |                   | ABA  |      | 264 |     | 12.5 | 1.7 | 3.6 | .468 | 0.0 | 0.1 | .214 | 1.7 | 3.5 | .472 | 0.6 | 1.2 | .536 | 1.7   | 2.4    | 4.1 | 0.8  | 0.7 | 0.2 | 0.9 | 2.0 | 4.0 |

### Playoffs
| Temporada | Edad | Equipo            | Liga | Pos. | P  | TIT | MIN  | TC  | TCA | %TC  | 3P  | 3PA | %3P  | 2P  | 2PA | %2P  | TL  | TLA | %TL  | R.OF. | R.DEF. | REB | ASIS | ROB | TAP | PER | FP  | PTS |
| 1972-73   | 22   | Kentucky Colonels | ABA  | PF   | 17 |     | 14.5 | 2.2 | 4.5 | .494 | 0.0 | 0.1 | .000 | 2.2 | 4.5 | .500 | 0.5 | 1.4 | .391 | 1.6   | 2.8    | 4.4 | 0.8  |     |     | 1.4 | 2.6 | 5.0 |
| 1973-74   | 23   | Kentucky Colonels | ABA  | PF   | 8  |     | 13.6 | 1.9 | 3.5 | .536 | 0.0 | 0.0 |      | 1.9 | 3.5 | .536 | 0.8 | 1.3 | .600 | 1.6   | 3.0    | 4.6 | 0.5  | 0.4 | 0.4 | 0.4 | 1.8 | 4.5 |
| 1974-75 ❍ | 24   | Kentucky Colonels | ABA  | PF   | 15 |     | 11.1 | 1.7 | 2.8 | .595 | 0.0 | 0.0 |      | 1.7 | 2.8 | .595 | 0.8 | 1.1 | .750 | 1.7   | 2.0    | 3.7 | 0.7  | 0.7 | 0.0 | 0.7 | 1.7 | 4.1 |
| 1975-76   | 25   | Kentucky Colonels | ABA  | PF   | 10 |     | 14.2 | 2.0 | 4.1 | .488 | 0.0 | 0.0 |      | 2.0 | 4.1 | .488 | 0.5 | 1.3 | .385 | 1.8   | 3.6    | 5.4 | 0.9  | 0.4 | 0.3 | 0.8 | 2.3 | 4.5 |
| Total     |      |                   | ABA  |      | 50 |     | 13.3 | 2.0 | 3.8 | .521 | 0.0 | 0.0 | .000 | 2.0 | 3.7 | .524 | 0.6 | 1.2 | .516 | 1.7   | 2.7    | 4.4 | 0.7  | 0.5 | 0.2 | 0.9 | 2.1 | 4.6 |